# Песня про Джеймса Бонда, агента 007
Себя от надоевшей славы спрятав,

В одном из их Соединённых Штатов,

В глуши и в дебрях чуждых нам систем

Жил-был известный больше, чем Иуда,

Живое порожденье Голливуда —

Артист, Джеймс Бонд, шпион, агент 07.

Был этот самый парень —

Звезда, ни дать ни взять, —

Настолько популярен,

Что страшно рассказать.

Да шуточное ль дело —

Почти что полубог!

Известный всем Марчелло

В сравненьи с им — щенок.
«Песня про Джеймса Бонда, про агента 007» — юмористическая песня 
Владимира Высоцкого. Варианты названия — «Песня про Джеймса Бонда, агента 007», «Начало», «Про то, как они у нас», «Агент 007», «Агент 07». В одном из «самиздатовских» сборников песен поэта имела название «Джеймс Бонд».

## История создания
Песня была написана весной 1974 года и впервые исполнена 12 апреля. Согласно авторскому комментарию, в ней обыгрывается история, приключившаяся с актёром Шоном Коннери, первым исполнителем роли агента 007, в СССР, где он принимал участие в съёмках фильма «Красная палатка».

## Авторский комментарий
Как говорил сам Высоцкий о песне про Джеймса Бонда на одном из своих выступлений:

Есть очень много смешных, курьёзных случаев во время съёмок, и рассказывают всякие… Например, есть такой случай. Один актёр, американский, звать его Шон О’Коннери [sic], он знаменит тем, что он играл Джеймса Бонда, сверхсупершпиона, агента 007. Написал эти романы Ян Флеминг, там у них… И они сняли, по-моему, штук двенадцать картин по этим сценариям. И он необыкновенно известный человек на Западе, его знают все буквально. Он такой супермен на экране, стреляет, соблазняет — ну всё делает, одним словом… Но в жизни он такой респектабельный господин, довольно уже лысоватый и седоватый, и полноватый; и он к нам приехал сниматься в картину, которая называется «Красная палатка».
В общем, он нервничал, когда ехал, думал, что его тут разорвут совсем просто, абсолютно, значит, такой он знаменитый и известный, а у нас этих фильмов никто не видел, его и не знает никто. Так, ходит какой-то человек, и бог с ним. И он две недели отдохнул, подышал полной грудью, так был счастлив, а потом скучно ему стало, не привык он к такому. Он там попросил даже какой-то вечер сделать, вечеринку. Пришли люди, он их всячески пытался развлекать (там) и говорил по-американски, но никто ничего не понимал. Напитки-то все выпили, которые он там выставил на стол, всякие иностранные, и ушли. Ну, а он посмотрел, — всё выпито, стол разрушенный, он, правда, говорит: «Действительно, таинственная страна». Так он и не понял, в чём дело.
Ну и я решил написать по этому поводу шуточную песню о кино. Я её исполняю обычно тогда, когда меня киношники просят выступить вместе с ними во время праздников кино, как шутку.

## Первые публикации
- Текст песни был впервые напечатан при жизни поэта, в сборнике «Песни русских бардов» парижского издательства «YMCA-Press» (1977)[6][7].
- В СССР песня впервые была издана в составе пластинки «Лекция» (13-й диск серии «На концертах В. Высоцкого»; октябрь 1990).